# 第四次世界妇女大会
联合国第四次世界妇女大会于1995年9月4日至15日在中华人民共和国北京市举行，大会主题为“以行动谋求平等、发展与和平”。这是继1985年内罗毕会议后联合国召开的又一次讨论妇女问题的大会，也是当时中国承办的规模最大的国际会议。此外，本次大会的辅助性会议'95北京非政府组织妇女论坛于1995年8月30日至9月8日在怀柔县举办，“非政府组织”这一概念也在该论坛后在中国推广:167。本届世妇会与非政府组织论坛的与会者总计约为4.7万人，其中在亚运村参加世妇会的人员约1.6万人，在怀柔参加非政府组织论坛的人员约3.1万人。

## 背景
1945年《联合国宪章》第三章第8条规定“联合国对于男女均得在其主要及辅助机关在平等条件之下，充任任何职务，不得加以限制”。1972年12月18日，联合国大会通过A/RES/3010号决议，将1975年定为国际妇女年。1975年6月19日至7月2日，第一次世界妇女大会在墨西哥城举行，这次会议通过了《关于妇女的平等地位和她们对发展与和平的贡献的墨西哥宣言》和《实现国际妇女年目标世界行动计划》。
1975年12月，联合国大会通过决议，将1976年至1985年定为“联合国妇女十年：平等、发展与和平”。1980年7月14日至30日，第二次世界妇女大会在哥本哈根举行，大会期间举行了《消除對婦女一切形式歧視公約》的签字仪式。
1985年7月15日至26日，作为审查和评价联合国妇女十年成就的世界会议，第三次世界妇女大会在内罗毕举行，通过了《提高妇女地位内罗毕前瞻性战略》。

## 筹备
1990年5月24日，联合国经济及社会理事会第13次全体会议建议于1995年举行一次妇女问题世界会议。同年12月14日，第45届联合国大会第68次全体会议对经社理事会第1990/12号决议表示赞同，并要求聯合國婦女地位委員會最迟于1992年决定会议地点，尚未举行过妇女问题世界会议的区域应被优先考虑。当时奥地利政府已向联合国发出邀请。
1991年1月28日，中华人民共和国外交部时任部长钱其琛致函联合国秘书长哈维尔·佩雷斯·德奎利亚尔，邀请有关各方于1995年在北京举行妇女问题世界会议。钱其琛在信中指出，“亚洲是妇女人数最多的大陆，中国又是世界上妇女最多的国家，因此在中国举办这次会议是合适的。”但当年3月召开的联合国妇女地位委员会第35次会议因协商未果，未能对会址问题作出决定。最终，1992年3月20日闭幕的妇女地位委员会第36届会议决定该大会于1995年9月4日至15日在北京举行。
1995年3月29日，国务院及北京市委、市政府决定将非政府组织妇女论坛会场设于怀柔县城。

## 议程

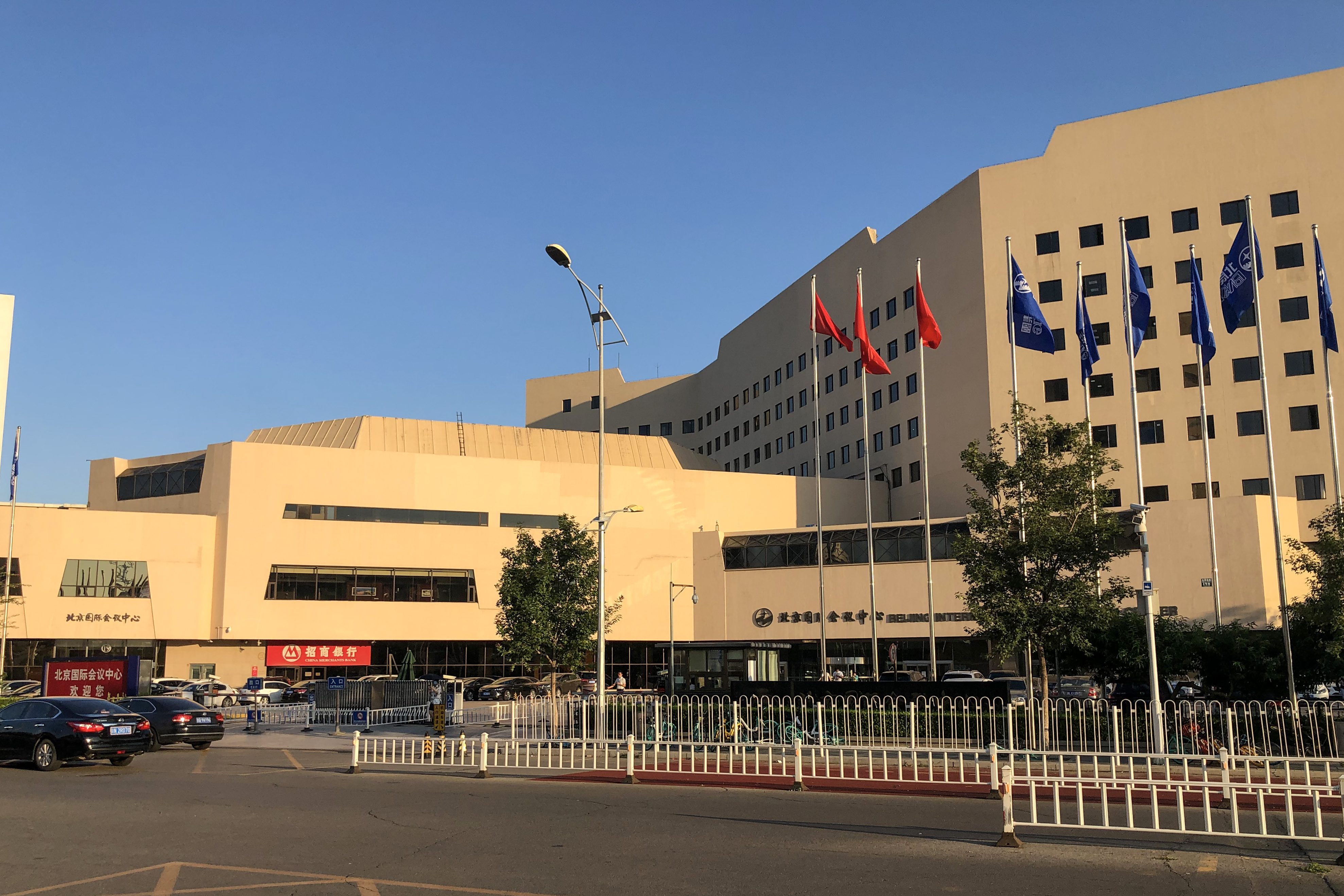
北京国际会议中心是本届世妇会的主会场

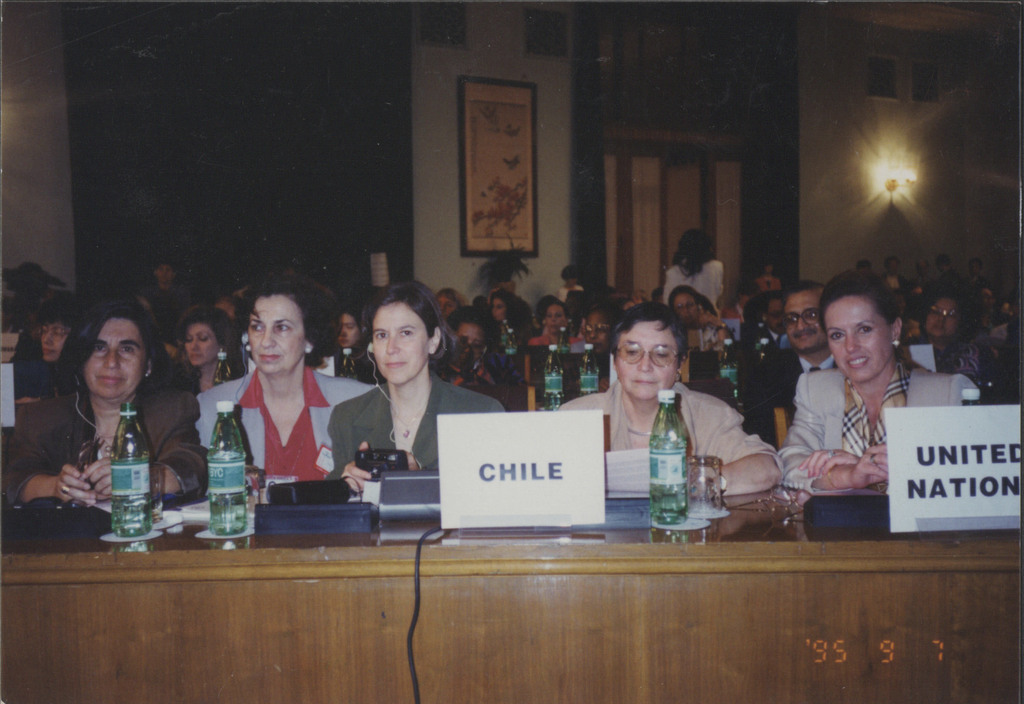
与会的智利代表

1995年8月28日上午，位于北京亚运村的世妇会主会场北京国际会议中心举行升旗仪式。
9月1日，联合国秘书长加利因患流感、发高烧，决定取消出席本届世妇会，联合国副秘书长伊斯马特·基塔尼代表加利赴京参会。
9月4日上午，中国政府在人民大会堂为参加世妇会的各国来宾举行欢迎仪式，中国国家主席江泽民致欢迎辞，联合国秘书长加利的私人代表、联合国副秘书长基塔尼宣读加利给大会的贺词，欢迎仪式上还举行了文艺演出《相聚在北京》。下午3时，世妇会在北京国际会议中心开幕，联合国秘书长加利的私人代表、联合国副秘书长基塔尼、妇女大会秘书长格特鲁德·蒙盖拉（通称“蒙盖拉夫人”）分别在开幕式上致辞。会议选举中国全国人大常委会副委员长、全国妇联主席、世妇会中国政府代表团团长陈慕华任联合国第四次世界妇女大会主席。4日晚，中国国务院总理李鹏在钓鱼台国宾馆为参加世妇会的各国领导人、代表团团长和妇女团体的负责人以及联合国各专门机构的高级官员举行欢迎宴会。
9月5日，世妇会在北京国际会议中心开始一般性辩论，中国政府代表团副团长、国务委员彭珮云在会上阐述了中国政府关于妇女发展问题的主张，美国总统夫人希拉里·克林顿也在当天的会议上发表演讲《妇女的权利也是人权》。9月6日，世妇会继续进行一般性辩论。
9月7日，中国全国人大常委会与各国议会联盟合作举办联合国第四次世界妇女大会议员日活动，讨论通过了出席大会和非政府组织妇女论坛的议员发表的北京《议员日宣言》。9月8日，一般性辩论进入第四天，探讨消除贫困和战乱与实现平等的关系、受教育是妇女摆脱受歧视地位的保证等问题。
9月9日，世妇会全体会议休会一天，没有进行一般性辩论，但联合国一些专门机构组织的特别会议继续在京举行。
9月10日下午，世妇会秘书长蒙盖拉夫人和大会新闻发言人嘉斯图在人民大会堂举行新闻发布会，介绍大会进展。根据嘉斯图当天的介绍，会议开始时各国代表在《行动纲要》草案上存在438处分歧，其中一半截至9月10日已解决。
9月11日，世妇会开始第二阶段一般性辩论，当天的会议讨论了清除对妇女儿童的暴力行为、在财政上扶持处于贫困中的妇女等议题。9月12日，世妇会继续进行一般性辩论。9月13日上午，世界妇女大会一般性辩论结束，妇女发展基金会、地区委员会、妇女地位委员会、消除对妇女歧视委员会、联合国统计署、世界银行等专门机构也举行了最后一次特别会议。
9月14日，世妇会主要委员会就《北京宣言》和《行动纲要》中的个别问题继续进行讨论磋商。
1995年9月15日下午，世妇会顺利通过《北京宣言》和《行动纲要》，正式闭幕，世妇会中国组委会主席、国务委员彭珮云当晚在亚运村康乐宫为出席世妇会的中外宾客举行招待酒会。9月17日，NGO论坛大型活动总结表彰大会在北京举行。9月22日，联合国第四次世界妇女大会中国组委会在北京举行表彰大会。

### 非政府组织妇女论坛

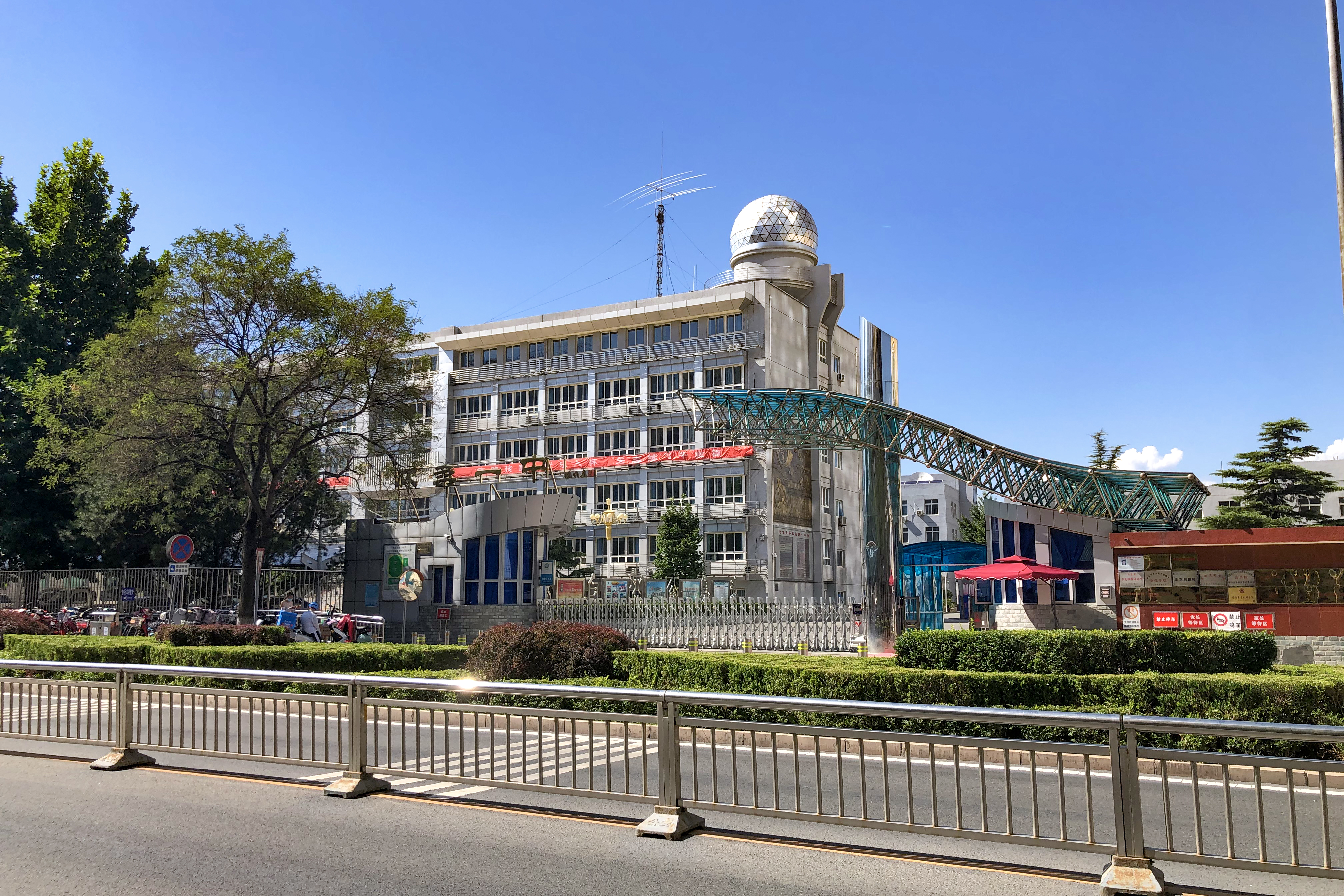
北京市怀柔区第一中学是非政府组织妇女论坛的会场之一，其南侧的龙山宾馆和怀柔国际会议中心现已不存

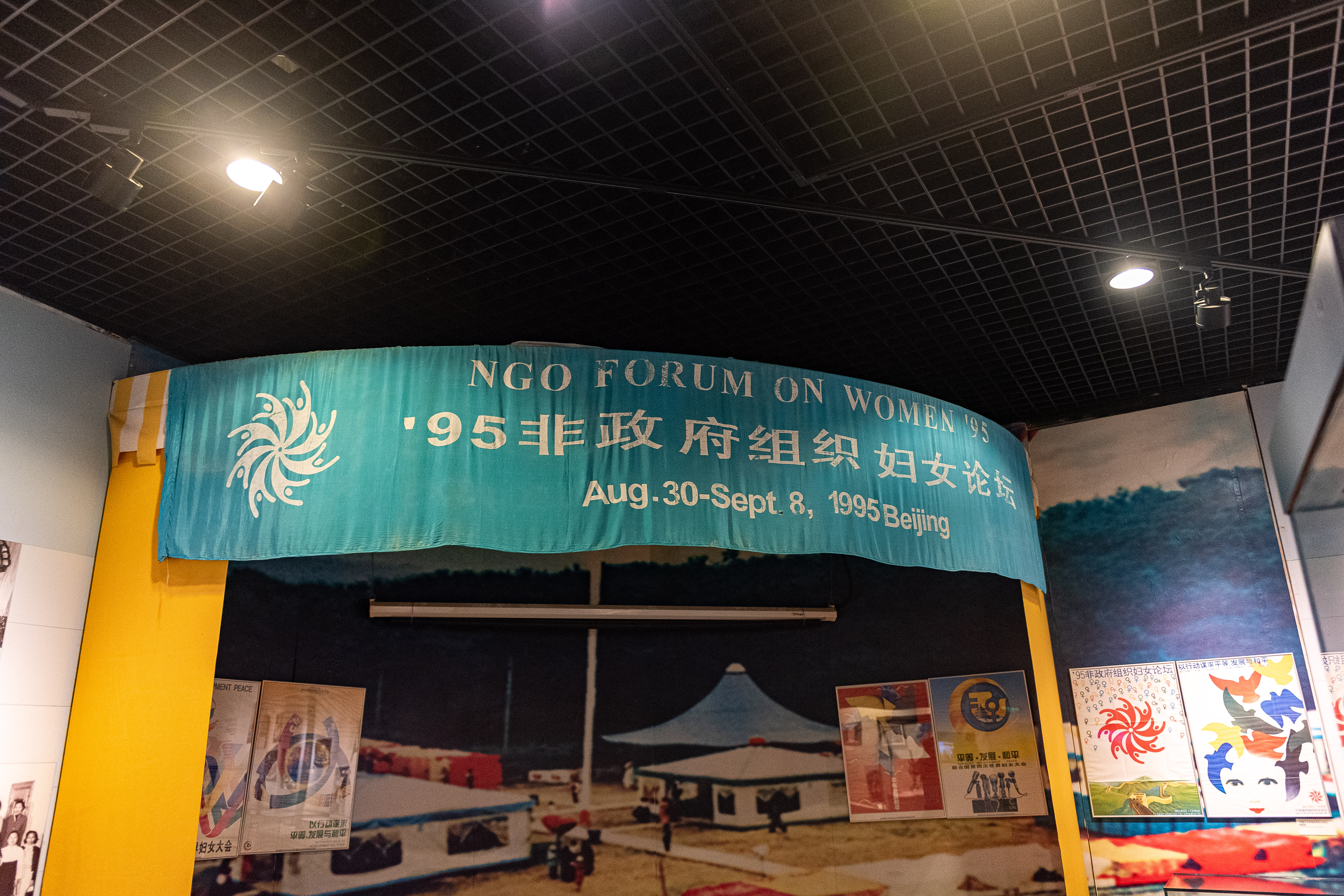
在中国妇女儿童博物馆5层展出的NGO论坛横幅

1995年8月30日下午，'95非政府组织妇女论坛开幕式在国家奥林匹克体育中心举行，全国妇联主席陈慕华致欢迎词。8月31日，专题讨论全面展开，会场包括怀柔国际会议中心、龙山宾馆小礼堂、怀柔一中帐篷区及科技楼等。由于怀柔会场的交通安排不足，怀柔当地的自行车销量在NGO论坛期间有所上涨。
9月6日，当时的美国第一夫人希拉里·克林顿计划在怀柔一中操场演讲，但当天美方要求将会场改在只能容纳1500人的怀柔国际会议中心。
NGO论坛闭幕式原定于9月8日下午4时举行，但直至4时14分才开始。闭幕式后的新闻发布会上，论坛总召集人素帕达拉·玛斯蒂特表示“怀柔将以其推动世界妇女运动发展进程中的特殊地位被载入史册”，时任中共北京市委常委、北京市常务副市长张百发则对怀柔此次主办NGO论坛的表现表示肯定，称“怀柔确实创造了一个奇迹，一个6万多人口的小城，接待了3万多外宾和2万多名工作人员”。

## 媒体报道
1995年8月29日，为世妇会服务的中文报纸《妇女之声》（对开8版，由光明日报社承办）和英文报纸《World Women》（四开8页，由中国日报社承办）开始正式出版，用中英文两种语言播出的世妇会C路电视频道于8月30日至9月15日每天早晨7时至凌晨2时连续播放。中国中央电视台承担了对内、对外报道、C路频道、政府间会议及NGO欢迎仪式、拍摄NGO内参资料、向与会代表赠送《难忘北京》录像带这六项主要任务。参加世妇会报道的新闻记者共有4000余人。

## 北京宣言和行动纲要
1995年9月15日，大会通过了旨在赋予妇女权力的《北京宣言》和《行动纲要》（又译《行动纲领》）。

### 北京宣言
《北京宣言》以各国政府的名义发表，指出过去十年来妇女在某些重要方面的地位有所提高，但进展并不均衡，男女仍然不平等，重大障碍仍然存在，且源于国家和国际范围的贫穷日增，影响到世界上大多数人民、尤其是妇女和儿童的生活，使这种情况更加恶化，呼吁各方为克服这些限制和障碍，从而进一步提高世界各地妇女的地位并赋予她们权力，采取紧急行动。各方承诺将确保充分贯彻妇女和女童的人权，使《提高妇女地位内罗毕前瞻性战略》得到充分和有效的执行；承诺赋予妇女权力和提高妇女地位。
宣言指出所有妇女对其健康所有方面特别是其自身生育的自主权是赋予她们权力的根本；妇女是在所有各级领导、解决冲突和促进持久和平的基本力量；必须在妇女充分参加下，设计、执行和监测在所有各级实施的、有利于赋予妇女权力和提高妇女地位的切实有效而且相辅相成的对性别问题敏感的政策和方案；宣言也强调了民间社会所有行动者与各国政府合作对有效执行《行动纲要》并采取后续行动的重要性。各国政府和国际社会作出国家和国际行动承诺确认有必要为赋予妇女权力和提高妇女地位采取优先行动。
各方在宣言中决心确保妇女和女童充分享有一切人权和基本自由，并且采取有效行动，防止这些权利和自由受到侵犯；采取一切必要措施，消除对妇女和女童的一切形式歧视，并移除实现两性平等、提高妇女地位和赋予妇女权力的一切障碍；促进妇女经济独立，确保所有妇女、包括农村地区的妇女作为必不可少的发展推动者，能平等地获得生产资源、机会和公共服务；通过向女孩和妇女提供基本教育、终生教育、识字和培训及初级保健，促进以人为中心的可持续发展，包括持续的经济增长；采取积极步骤，确保提高妇女地位有一个和平的环境；防止和消除对妇女和女孩的一切形式歧视；确保男女在教育和保健方面机会均等和待遇平等，并增进妇女的性健康和生殖健康以及性教育和生殖教育；促进和保护妇女和女孩的所有人权；加强努力以确保在权力赋予和地位提高方面由于种族、年龄、语言、族裔、文化、宗教或残疾或由于是土著人民而面对重重障碍的所有妇女和女孩平等享有一切人权和基本自由；确保尊重国际法包括人道主义法，以保护妇女和尤其是女孩；使女孩和所有年龄的妇女发展最充分的潜能，确保她们充分、平等地参加为人人建立一个更美好的世界，并加强她们在发展进程中的作用。
宣言的目标也包括确保妇女有平等机会取得经济资源，确保《行动纲要》取得成功，确保《行动纲要》在转型期经济国家取得成功，确保在所有的政策和方案之中体现性别观点，并敦促联合国系统、为区域和国际金融机构、其他有关区域和国际机构和所有男女、非政府组织在其自主获得充分尊重的情况下、以及民间社会所有部门，与各国政府合作，作出充分承诺，协助执行《行动纲要》。

### 行动纲要
《行动纲要》从以下12个关切领域提出了战略目标和行动：
1. 妇女与贫穷
2. 妇女的教育和培训
3. 妇女与保健
4. 对妇女的暴力行为
5. 妇女与武装冲突
6. 妇女与经济
7. 妇女参与权力和决议
8. 提高妇女地位的机制
9. 妇女的人权
10. 妇女与媒体
11. 妇女与环境
12. 女童

此外，妇女地位委员会第19次会议上出现了关于《行动纲要》范围内“性别”一词意义的争议问题，委员会随即组成一个接触小组，该小组在审议上述问题后重申《行动纲要》内所用“性别”一词应是按其惯常一般接受用法解释和理解的。

## 后续

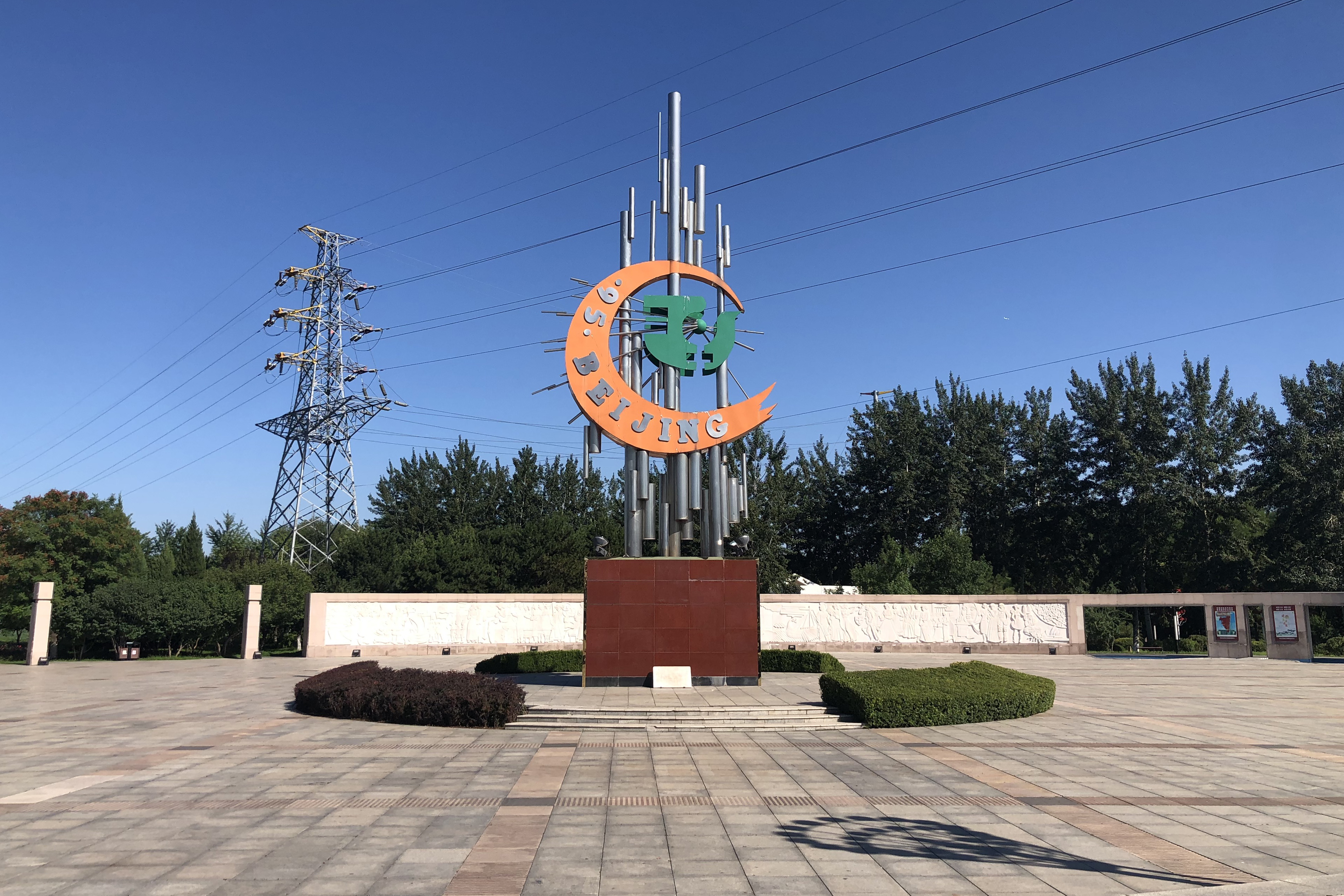
位于怀柔区怀柔镇石厂村的世妇会纪念公园

2000年10月31日，联合国安全理事会通过《关于妇女、和平与安全的第1325（2000）号决议》，这是安理会55年以来首度就“女性、和平与安全”这项主题进行讨论。
2004年9月28日，由原水上公园改造而成的世妇会纪念公园在怀柔区石厂村怀河西岸揭幕。
2005年8月31日，纪念第四次世界妇女大会十周年会议在北京闭幕，达成并公布了《北京+10宣言》。
2020年3月，联合国妇女署发表《北京会议召开25年后妇女权利审查》报告，指出各国在实现性别平等方面的进展缓慢且非常不均衡。2020年9月4日，联合国妇女署执行主任普姆齐莱∙姆兰博-努卡指出，这次会议召开25年后，“它的重要性丝毫没有减弱”。
第75届联合国大会于2020年10月1日以线上方式召开第四次妇女问题世界会议25周年高级别会议，中国国家主席习近平在该会议上通过视频发表讲话，提出“帮助妇女摆脱疫情影响、让性别平等落到实处、推动妇女走在时代前列、加强全球妇女事业合作”四点主张，并宣布中国倡议在2025年再次召开全球妇女峰会。